# Nati nel 1957/Marzo
| Questa pagina contiene informazioni ricavate automaticamente dalle voci biografiche con l'ausilio del template Bio e di un bot. L'aggiornamento è periodico e automatico e ricostruisce completamente la pagina. Se manca una persona in questa lista, sei pregato di non aggiungerla, ma accertati piuttosto che la sua voce biografica contenga il template Bio e che i dati anagrafici siano correttamente compilati. Se il template Bio manca, inseriscilo tu stesso o, in alternativa, metti l'avviso {{tmp\|Bio}} che ne segnala la mancanza. Se i dati riportati sono sbagliati, correggi direttamente la voce biografica; le modifiche saranno visibili in questa lista entro pochi giorni. Per chiarimenti vedi il progetto biografie. La lista contiene solo le 283 persone che sono citate nell'enciclopedia e per le quali è stato implementato correttamente il template Bio. Pagina aggiornata al 18 ago 2025. |

- 1º marzo - Sylvia Löhrmann, politica tedesca
- 1º marzo - Rustam Minnichanov, politico russo
- 2 marzo - Fernando Acitelli, poeta e scrittore italiano
- 2 marzo - Fabiano Brambilla, calciatore italiano († 2004)
- 2 marzo - Fabrizio Cesetti, politico italiano
- 2 marzo - Hansen Clarke, politico e avvocato statunitense
- 2 marzo - Paolo Jorio, giornalista, scrittore e conduttore radiofonico italiano
- 2 marzo - Gianfrancesco Lazotti, regista e sceneggiatore italiano
- 2 marzo - Dario Tomasi, scrittore e storico del cinema italiano
- 2 marzo - Dito Tsintsadze, regista e sceneggiatore georgiano
- 2 marzo - Luigi Vari, arcivescovo cattolico italiano
- 3 marzo - Zdeněk Böhm, ex cestista cecoslovacco
- 3 marzo - Vjačeslav Stepanovič Bražnik, ingegnere sovietico († 1986)
- 3 marzo - Istarlin Caabdi Caruush, politica e attivista somala († 2002)
- 3 marzo - Kypros Damianou, ex calciatore cipriota
- 3 marzo - Atli Eðvaldsson, calciatore e allenatore di calcio islandese († 2019)
- 3 marzo - Peter Joseph Jugis, vescovo cattolico statunitense
- 3 marzo - Greg Kot, giornalista e critico musicale statunitense
- 3 marzo - Roberto Messa, scacchista italiano
- 3 marzo - Jeff Rona, compositore statunitense
- 3 marzo - Petro Ruçi, calciatore albanese († 2009)
- 3 marzo - Mario Simeoli, ex cestista italiano
- 4 marzo - Alberto Caneva, doppiatore e direttore del doppiaggio italiano
- 4 marzo - Jim Dwyer, scrittore e giornalista statunitense († 2020)
- 4 marzo - Oliviero Garlini, calciatore, allenatore di calcio e dirigente sportivo italiano († 2025)
- 4 marzo - Giorgio Lalle, ex nuotatore italiano
- 4 marzo - Marco Marchi, allenatore di calcio e ex calciatore italiano
- 4 marzo - Maria Steenmetz, ex cestista olandese
- 4 marzo - Mykelti Williamson, attore e regista statunitense
- 4 marzo - Alfonso de Ceballos-Escalera y Gila, avvocato e storico spagnolo
- 5 marzo - Eduardo Chong Qui, ex cestista e allenatore di pallacanestro ecuadoriano
- 5 marzo - Roberto Cordella, ex cestista italiano
- 5 marzo - Stefano Davanzati, attore cinematografico italiano
- 5 marzo - Francesco Fornabaio, aviatore italiano († 2014)
- 5 marzo - Marco Galli, pallanuotista italiano († 1988)
- 5 marzo - Tim Holden, politico statunitense
- 5 marzo - Joey Image, batterista statunitense († 2020)
- 5 marzo - Bob Jackson, ex nuotatore statunitense
- 5 marzo - Mark E. Smith, cantante britannico († 2018)
- 6 marzo - Pepe Auth Stewart, politico cileno
- 6 marzo - Giuseppe Compagnone, politico italiano
- 6 marzo - Eddie Deezen, attore statunitense
- 6 marzo - Vagas Ferguson, ex giocatore di football americano statunitense
- 6 marzo - Roland Liboton, ex ciclocrossista belga
- 6 marzo - Yoshiyuki Matsuoka, ex judoka giapponese
- 6 marzo - Peter Röhle, ex pallanuotista tedesco
- 6 marzo - Juan Domingo Roldán, pugile argentino († 2020)
- 6 marzo - Gilles Tschudi, attore svizzero
- 7 marzo - Maurizio Arrivabene, dirigente d'azienda e dirigente sportivo italiano
- 7 marzo - Robert Harris, scrittore e giornalista inglese
- 7 marzo - Karl-Heinz Helbing, ex lottatore tedesco
- 7 marzo - Kent Hill, ex giocatore di football americano statunitense
- 7 marzo - Rodolfo Laganà, attore, comico e regista teatrale italiano
- 7 marzo - Cosimo Mele, politico italiano († 2017)
- 7 marzo - Mark Richards, surfista australiano
- 7 marzo - Monty Ross, produttore cinematografico, attore e regista statunitense
- 8 marzo - Clive Burr, batterista britannico († 2013)
- 8 marzo - Nicola Angelo Fetto, judoka italiano
- 8 marzo - Mitsuko Horie, attrice, doppiatrice e cantante giapponese
- 8 marzo - Yemi Osinbajo, politico nigeriano
- 8 marzo - David Paul, attore statunitense († 2020)
- 8 marzo - Peter Paul, attore statunitense
- 8 marzo - Cynthia Rothrock, attrice e artista marziale statunitense
- 8 marzo - Dick Schoof, politico e funzionario olandese
- 8 marzo - Axel Weber, economista e banchiere tedesco
- 8 marzo - Zé Sérgio, ex calciatore brasiliano
- 8 marzo - Zhao Leji, politico cinese
- 9 marzo - Roberto Accornero, attore e doppiatore italiano
- 9 marzo - Susana García, ex cestista spagnola
- 9 marzo - Lourdes Gourriel, giocatore di baseball cubano
- 9 marzo - Bruce Heard, autore di giochi francese
- 9 marzo - Maryline Joly, ex cestista francese
- 9 marzo - Chris Lewis, ex tennista neozelandese
- 9 marzo - Mark Mancina, compositore e musicista statunitense
- 9 marzo - Karen Ogden, ex cestista australiana
- 9 marzo - Mona Sahlin, politica svedese
- 9 marzo - Oliver Stritzel, attore e doppiatore tedesco
- 10 marzo - Pervenche Berès, politica francese
- 10 marzo - Keith Bishop, ex giocatore di football americano statunitense
- 10 marzo - Vincenzo Caldarone, politico italiano
- 10 marzo - Captain Sky, cantante e bassista statunitense
- 10 marzo - Fernando Natalio Chomalí Garib, cardinale e arcivescovo cattolico cileno
- 10 marzo - Mino Cinelu, percussionista, polistrumentista e compositore francese
- 10 marzo - Fernand Etgen, politico lussemburghese
- 10 marzo - Ian McNuff, ex canottiere britannico
- 10 marzo - Mladen Mladenov, ex lottatore bulgaro
- 10 marzo - Shannon Tweed, attrice, modella e produttrice cinematografica canadese
- 10 marzo - Osama bin Laden, terrorista saudita († 2011)
- 11 marzo - Elena Achmylovskaja, scacchista statunitense († 2012)
- 11 marzo - Luca Archibugi, scrittore, autore televisivo e regista italiano
- 11 marzo - Nancy Átiez, cestista cubana († 2016)
- 11 marzo - Dirk Braunleder, ex nuotatore tedesco
- 11 marzo - Laura De Luca, giornalista italiana
- 11 marzo - Michel Dessureault, ex schermidore canadese
- 11 marzo - Gabriele Kühn, ex canottiera tedesca
- 11 marzo - Cheryl Lynn, cantante statunitense
- 11 marzo - Marco Marcolin, politico italiano
- 11 marzo - Sajncho Namčylak, cantante russa
- 11 marzo - Isabel Ordaz, attrice spagnola
- 11 marzo - Pavel Pavel, ingegnere e archeologo ceco
- 11 marzo - Víctor Rangel, ex calciatore messicano
- 11 marzo - Massimo Rocchi, attore, comico e regista italiano
- 11 marzo - Qasem Soleimani, generale e agente segreto iraniano († 2020)
- 11 marzo - The Lady Chablis, attrice, scrittrice e cantante statunitense († 2016)
- 12 marzo - Leslie Allen, ex tennista statunitense
- 12 marzo - Patrick Battiston, ex calciatore francese
- 12 marzo - Kevin Carlson, cantante, polistrumentista e compositore statunitense († 2010)
- 12 marzo - Val Demings, politica statunitense
- 12 marzo - Giuseppe Donatelli, allenatore di calcio e ex calciatore italiano
- 12 marzo - Kei Fujiwara, attrice, sceneggiatrice e regista giapponese
- 12 marzo - Ricky Gallon, cestista statunitense († 2025)
- 12 marzo - Marlon Jackson, cantautore, ballerino e coreografo statunitense
- 12 marzo - Jerry Levine, regista e attore statunitense
- 12 marzo - Andrej Lopatov, cestista sovietico († 2022)
- 12 marzo - Pat Mickan, ex cestista australiana
- 12 marzo - Devdutt Pattanaik, storico e saggista indiano
- 12 marzo - Ashish Rajadhyaksha, storico del cinema indiano
- 12 marzo - Jan Vingaard, allenatore di calcio, ex calciatore e ex giocatore di calcio a 5 danese
- 12 marzo - Rickey Williams, ex cestista statunitense
- 13 marzo - Riccardo Barenghi, giornalista italiano
- 13 marzo - John Hoeven, politico e banchiere statunitense
- 13 marzo - Jozef Kukučka, ex calciatore cecoslovacco
- 13 marzo - Daniel Licht, compositore e musicista statunitense († 2017)
- 13 marzo - Marcellino Lucchi, pilota motociclistico italiano
- 13 marzo - Jonathan Mestel, matematico e scacchista inglese
- 13 marzo - Artus de Penguern, attore e scrittore francese († 2013)
- 14 marzo - Peter Boeve, ex calciatore e allenatore di calcio olandese
- 14 marzo - Franco Frattini, politico e magistrato italiano († 2022)
- 14 marzo - Florentino Galang Lavarias, arcivescovo cattolico filippino
- 14 marzo - Mark Gordon, politico statunitense
- 14 marzo - Giovanni Lorini, allenatore di calcio e ex calciatore italiano
- 14 marzo - Rudi Marguerettaz, politico italiano
- 14 marzo - Faith Minton, attrice e stuntwoman statunitense
- 14 marzo - Pasquale Passarelli, ex lottatore italiano
- 14 marzo - Roberto Perrone, giornalista, scrittore e gastronomo italiano († 2023)
- 14 marzo - Tad Williams, scrittore statunitense
- 15 marzo - Roger Albertsen, calciatore e allenatore di calcio norvegese († 2003)
- 15 marzo - Janet Cardiff, artista canadese
- 15 marzo - Mary Carillo, ex tennista statunitense
- 15 marzo - Park Overall, attrice statunitense
- 15 marzo - David Silverman, regista e animatore statunitense
- 15 marzo - Sergio Stivaletti, effettista, regista e sceneggiatore italiano
- 15 marzo - Pina Varriale, scrittrice italiana
- 15 marzo - Víctor Muñoz, allenatore di calcio e ex calciatore spagnolo
- 15 marzo - Steve Witkoff, imprenditore, funzionario e diplomatico statunitense
- 15 marzo - Joaquim de Almeida, attore portoghese
- 16 marzo - Paolo Biancardi, ex calciatore italiano
- 16 marzo - Carlos Lupi, politico brasiliano
- 16 marzo - Mario Michelangeli, politico italiano
- 16 marzo - Matt Mitchell, ex tennista statunitense
- 16 marzo - Pearl Moore, ex cestista statunitense
- 16 marzo - Marco Rancati, cantante italiano
- 17 marzo - Dmitrij Astrachan, regista, produttore cinematografico e attore sovietico
- 17 marzo - Hamish Kilgour, musicista neozelandese († 2022)
- 17 marzo - David Joyce, politico e avvocato statunitense
- 17 marzo - Barry Krauss, ex giocatore di football americano statunitense
- 17 marzo - Richard Kwietniowski, regista e sceneggiatore britannico
- 17 marzo - Sissela Kyle, attrice svedese
- 17 marzo - Jim O'Neill, economista britannico
- 17 marzo - Carlo Russolillo, ex pugile italiano
- 17 marzo - Maurizio Vitali, pilota motociclistico italiano
- 17 marzo - Haim Zlotikman, ex cestista israeliano
- 18 marzo - Georgi Arnaudov, musicista e compositore bulgaro
- 18 marzo - Christer Fuglesang, ex astronauta e fisico svedese
- 18 marzo - Kazuko Fujita, fumettista giapponese
- 18 marzo - Giovanni Gregorio, ex calciatore italiano
- 18 marzo - Ratna Pathak Shah, attrice indiana
- 18 marzo - Jan Roelfs, scenografo olandese
- 18 marzo - Claude Ryf, allenatore di calcio e ex calciatore svizzero
- 18 marzo - Tony Valentinetti, ex cestista e allenatore di pallacanestro italiano
- 19 marzo - Claudio Bisio, comico e conduttore televisivo italiano
- 19 marzo - Dudley Bradley, ex cestista e allenatore di pallacanestro statunitense
- 19 marzo - Bill Goodson, coreografo statunitense
- 19 marzo - Cornelia Klier, ex canottiera tedesca
- 19 marzo - Magni Pétursson, ex calciatore islandese
- 19 marzo - Risto Punkka, biatleta finlandese († 2014)
- 19 marzo - José Antonio Querejeta, ex cestista e dirigente sportivo spagnolo
- 19 marzo - Karen Robson, attrice e avvocata australiana
- 19 marzo - Ovidijus Vyšniauskas, cantante lituano
- 20 marzo - Antonello Allemandi, direttore d'orchestra italiano
- 20 marzo - Amy Aquino, attrice statunitense
- 20 marzo - Costantino Boffa, politico italiano
- 20 marzo - Élizabeth Bourgine, attrice francese
- 20 marzo - Vanessa Bell Calloway, attrice statunitense
- 20 marzo - Jean Castaneda, ex calciatore francese
- 20 marzo - John Grogan, giornalista e romanziere statunitense
- 20 marzo - Spike Lee, regista, sceneggiatore e attore statunitense
- 20 marzo - Jorge Melício, scultore portoghese
- 20 marzo - Francisco Osorto, calciatore salvadoregno († 2023)
- 20 marzo - Emanuele Romoli, italiano
- 20 marzo - Theresa Russell, attrice statunitense
- 20 marzo - Chris Wedge, regista, animatore e doppiatore statunitense
- 21 marzo - Ricardo Alonso, ex calciatore argentino
- 21 marzo - Roman Bierła, ex lottatore polacco
- 21 marzo - Mauro Malavasi, musicista, paroliere e arrangiatore italiano
- 21 marzo - Youssef Rzouga, poeta tunisino
- 21 marzo - Iōannīs Sarmas, magistrato greco
- 22 marzo - Hossain Faraki, ex calciatore iraniano
- 22 marzo - Jacek Kaczmarski, cantautore polacco († 2004)
- 22 marzo - Mario Lamberto, direttore d'orchestra italiano
- 22 marzo - Stephanie Mills, cantante e attrice teatrale statunitense
- 23 marzo - Enrico Arosio, giornalista, germanista e traduttore italiano
- 23 marzo - Sosthenes Bitok, ex mezzofondista e maratoneta keniota
- 23 marzo - Giancarlo Bruno, ingegnere e opinionista italiano
- 23 marzo - Ananda Devi, scrittrice mauriziana
- 23 marzo - Lucio Gutiérrez, politico e militare ecuadoriano
- 23 marzo - Sheila Ingram, velocista statunitense († 2020)
- 23 marzo - Robbie James, calciatore gallese († 1998)
- 23 marzo - Pan Shenghua, ex pallanuotista cinese
- 23 marzo - Amanda Plummer, attrice statunitense
- 23 marzo - Pia Wallén, designer svedese
- 24 marzo - Sophie Barjac, attrice francese
- 24 marzo - Luciana De Simoni, medaglista italiana
- 24 marzo - Alphonse Gangitano, mafioso australiano († 1998)
- 24 marzo - Kaye Hallam, ex tennista australiana
- 24 marzo - Pierre Harvey, ex ciclista su strada e ex fondista canadese
- 24 marzo - Scott Horowitz, ex astronauta statunitense
- 24 marzo - Krzysztof Koziorowicz, ex cestista e allenatore di pallacanestro polacco
- 24 marzo - Riccardo Marassi, giornalista e vignettista italiano
- 24 marzo - Patricia Millardet, attrice francese († 2020)
- 24 marzo - Sílvia Munt, attrice e regista spagnola
- 25 marzo - Milko Arabadžijski, ex cestista bulgaro
- 25 marzo - Gian Filippo Corticelli, direttore della fotografia italiano
- 25 marzo - Jennifer Edwards, attrice statunitense
- 25 marzo - Giuseppe Marotta, dirigente sportivo italiano
- 25 marzo - Vojko Obersnel, politico croato
- 25 marzo - Aleksandr Pučkov, ostacolista sovietico († 2024)
- 25 marzo - Milena Quaglini, serial killer italiana († 2001)
- 25 marzo - Paolo Zamboni, medico italiano
- 26 marzo - Mariana Bădinici, ex cestista rumena
- 26 marzo - Enrico Gherghetta, politico italiano
- 26 marzo - Veit Heinichen, scrittore tedesco
- 26 marzo - Richard Leech, tenore statunitense
- 26 marzo - Paul Morley, giornalista, conduttore televisivo e scrittore britannico
- 26 marzo - Shirin Neshat, regista, fotografa e artista iraniana
- 26 marzo - Irina Margareta Nistor, doppiatrice e autrice televisiva romena
- 26 marzo - Patrick Warren, compositore, arrangiatore e produttore discografico statunitense
- 27 marzo - Gilberto Bonini, ex calciatore italiano
- 27 marzo - Stephen Dillane, attore britannico
- 27 marzo - Julie Gross, ex cestista australiana
- 27 marzo - Tomas Hanak, attore cecoslovacco
- 27 marzo - Nicola Leanza, politico italiano († 2015)
- 27 marzo - Graziano Marini, pittore italiano
- 27 marzo - Dori McPhail, ex cestista canadese
- 27 marzo - Thierry Salmon, regista teatrale belga († 1998)
- 27 marzo - Caroline Williams, attrice statunitense
- 27 marzo - Jean-Pierre de Vincenzi, allenatore di pallacanestro e dirigente sportivo francese
- 28 marzo - Peter Asmussen, scrittore danese († 2016)
- 28 marzo - Inés Ayala, politica e sindacalista spagnola († 2024)
- 28 marzo - Michael Dürsch, ex canottiere tedesco
- 28 marzo - Paul Eiding, attore e doppiatore statunitense
- 28 marzo - Harvey Glance, velocista statunitense († 2023)
- 28 marzo - Mark Spiro, musicista, cantautore e compositore statunitense († 2024)
- 28 marzo - Rune Ulvestad, ex calciatore norvegese
- 28 marzo - Gary Willis, bassista statunitense
- 29 marzo - Antonella Bizioli, ex maratoneta italiana
- 29 marzo - Marino Fiasella, politico e architetto italiano
- 29 marzo - Michael Foreman, ex astronauta e ufficiale statunitense
- 29 marzo - Elizabeth Hand, scrittrice statunitense
- 29 marzo - Christopher Lambert, attore francese
- 29 marzo - Fail' Mirgalimov, allenatore di calcio, ex calciatore e ex giocatore di calcio a 5 sovietico
- 30 marzo - Doug Burke, ex pallanuotista statunitense
- 30 marzo - Debra Byrne, cantante e attrice australiana
- 30 marzo - Maria Calegari, ex ballerina statunitense
- 30 marzo - Filippo Grandi, diplomatico italiano
- 30 marzo - Péter Hannich, ex calciatore ungherese
- 30 marzo - Elena Vladimirovna Kondakova, cosmonauta e politica russa
- 30 marzo - Michael Lehmann, regista statunitense
- 30 marzo - Noángel Luaces, ex cestista cubano
- 30 marzo - Carlos Romano, ex cestista e allenatore di pallacanestro argentino
- 30 marzo - Mona Seefried, attrice austriaca
- 30 marzo - Johnny Wickström, pilota motociclistico finlandese
- 31 marzo - Fiorenzo Aliverti, ex ciclista su strada italiano
- 31 marzo - Franco Coppola, arcivescovo cattolico italiano
- 31 marzo - Patrick Forrester, astronauta statunitense
- 31 marzo - Laura Gorgerino, ex nuotatrice italiana
- 31 marzo - Terry Klassen, doppiatore e direttore del doppiaggio canadese
- 31 marzo - Kazuko Kōri, politica giapponese
- 31 marzo - Graziano Mazzoni, ex calciatore italiano
- 31 marzo - Marc McClure, attore statunitense
- 31 marzo - Peter Polycarpou, attore e cantante britannico
- 31 marzo - Giovanni Sartori, dirigente sportivo, allenatore di calcio e ex calciatore italiano
- 31 marzo - Giacomo Violini, allenatore di calcio e ex calciatore italiano